# Physocyclus modestus
Physocyclus modestus là một loài nhện trong họ Pholcidae. Loài này được phát hiện ở México.